# Бейкер, Кэйтлин
Кэйтлин Бейкер (англ. Kathleen Baker; род. 28 февраля 1997, Уинстон-Сейлем, Северная Каролина) — американская пловчиха, специализирующийся на плавании вольным стилем и на спине. На летних Олимпийских играх 2016 года выиграла золотую медаль в комбинированной эстафете 4×100 метров и серебряную на дистанции 100 метров на спине. Кэйтлин владела мировым рекордом в плавании на 100 метров на спине, действовавшим с 28 июля 2018 года по 28 июля 2019 года (58,00), а также в эстафете 4×100 метров с Лилли Кинг, Келси Уоррелл и Симоной Мануэль.

## Биография
Бейкер посещала школу Forsyth Country Day вплоть до десятого класса, а затем обучалась на дому, поэтому имела возможность путешествовать между Уинстон-Сейлем и Шарлотт, чтобы плавать и тренироваться с SwimMAC Carolina. Её мать плавала в колледже Чарльстона, а старшая сестра Рэйчел в настоящее время плавает в университете Вашингтона и Ли.
В 2010 году Бейкеру был поставлен диагноз болезни Крона.

## Карьера

### Колледж
Бейкер учится в Калифорнийском университете в Беркли, где она соревнуется за команду по плаванию и прыжкам в воду в Калифорнии.

### 2014—2015
На соревнованиях Phillips 66 Nationals, которые являлись квалификацией на Тихоокеанские игры 2014 года, Бейкер финишировала второй на дистанции 200 метров на спине и вошла в состав сборной. Она финишировала девятой на дистанции 200 метров на спине на Играх, не попав в финал.
Бейкер также попала в список участников чемпионата мира 2015 года на дистанции 100 метров на спине. Она заняла восьмое место в финале этой дисциплины. Она также участвовала в предварительных соревнованиях вэстафете 4×100 метров, но не получила медали, так как в финале американки заняли четвёртое место.

### Летние Олимпийские игры 2016 года
На Олимпийских испытаниях 2016 года Бейкер квалифицировалась на свои первые Олимпийские игры на дистанции 100 метров на спине, заняв второе место со временем 59,29 с.
В Рио она завоевала серебряную медаль на дистанции 100 метров на спине со временем 58,75, уступив три десятых победительнице Катинке Хоссу. Многие не считали её фаворитом в борьбе за медали, поскольку она никогда не «выплывала» из 59 секунд до Олимпиады. Бейкер также выиграла золотую медаль вместе с Лилли Кинг, Даной Воллмер и Симоной Мануэль.

### 2017
На чемпионате мира 2017 года Бейкер выиграла три медали. Она выиграла серебро в плавании на спине на 100 метров, бронзу на 200 метровой дистанции и золото в комбинированной эстафете 4×100 метров. Хотя она не завоевала медали на 50-метровой дистанции на спине, Бейкер побила американский рекорд Натали Кафлин в полуфинале со временем 27,48. Бейкер участвовала в женской эстафету 4×100 метров, и сборная США выиграла с результатом 3.51,55. Бейкер, Лилли Кинг, Келси Уоррелл и Симоне Мануэль побили мировой рекорд 2012 года — 3.52,05, который установили Мисси Франклин, Ребекка Сони, Дана Воллмер и Эллисон Шмитт.